# 산슈 1세
산슈 1세(포르투갈어: Sancho I, 1154년 11월 11일~1211년 3월 26일)는 중세 포르투갈 왕국의 2대 국왕이다. 아폰수 1세와 마팔다 드 사보이아의 다섯째 아들이자 두번째 왕위계승자였으나 유일하게 살아남아 왕위를 물려받았다.
1185년 12월 9일 코임브라에서 31세의 나이로 즉위하였으며, 1889년부터 남부 지역 공략에 나서 1191년 이슬람계 무와히드 왕조에 영토를 빼앗길 때까지 실베스의 국왕이라는 칭호를 사용하였다. 영토 확장 뿐만 아니라 행정과 문예에도 힘썼으며, 변방의 인구를 늘리는 정책에 나서 '정착왕'(포르투갈어: o Povoador)이라는 별명을 얻었다.

## 생애

### 젊은 시절
1154년 11월 11일 코임브라에서 태어났다. 당시 성 마르틴 축일이라는 점에서 마르티뉴 (Martinho)라는 세례명을 얻었다. 1170년 8월 15일 아버지 아폰수 1세 국왕으로부터 기사작위를 받고 행정과 군사 면에서 국왕을 보필하는 2인자로 떠올랐다. 당시 포르투갈은 1139년 독립을 선언한 신생국가로서 지위가 불안하였는데, 레온과 카스티야 왕국에서는 포르투갈을 재합병하려 하였고 로마 가톨릭교회 역시 국가 승인과 시복을 미루던 상황이었다.
이러한 상황 속에서 알폰수 1세는 이베리아 반도 내 동맹국 찾기에 나섰으며, 이윽고 아라곤 왕국과 동맹 관계가 되어 카스티야 레온 왕국에 함께 맞서 싸웠다. 양국의 동맹 협정을 이어나가는 뜻에서 산슈는 1174년 아라곤 국왕 알폰소 2세의 여동생 둘체와 혼인하였다. 이로써 아라곤은 이베리아 내 왕국 가운데서 포르투갈의 독립을 승인한 최초의 왕국이 되었다.

### 재위기
1185년 아폰수 1세가 사망하고 산슈 1세는 포르투갈의 제2대 국왕으로 즉위하였다. 산슈는 코임브라를 포르투갈의 수도로 삼고, 그간 갈리시아 국경지대의 장악을 위해 별다른 소득 없이 벌이던 이웃국가들과의 소모전을 중단하였다. 대신 남쪽으로 관심을 돌려 제3차 십자군 원정에 합류하려던 기사들의 지원을 받아 1189년 알보르성을 약탈하고 실베스를 점령하였다. 이 당시의 목격담은 〈해상 여정에 대하여〉(De itinere navali)에 기록되어 있다.
실베스는 인구 2만 명을 기록하는 왕국 남부의 주요도시로서 행정과 상업의 거점도시였다. 산슈 1세는 실베스에 요새 시설을 확충할 것을 명하고 실베스성을 건설하였는데 오늘날 포르투갈의 중요문화유산으로 남아 있다. 산슈 1세 스스로도 자신을 '하나님의 은총에 따른 포르투갈과 실베스의 국왕' (Dei Gratiæ, Rex Portugalliæ et Silbis)이라 칭하기도 하였다. 그러나 머지않아 레온과 카스티야 왕국이 포르투갈 국경을 압박해오면서 북방에 관심을 돌릴 수밖에 없었던 산슈 1세는 1190년 실베스 공성전으로 이슬람 세력에 도시를 빼앗기고 만다.
산슈 1세는 재위 기간 동안 신생왕국의 정치와 행정 조직에 큰 노력을 기울였다. 산슈 1세는 국가재정을 확충하고 신산업과 중산층 상인들을 지원해 나갔다. 또 인구가 적던 포르투갈 북방지대에 새로운 도시와 마을을 개척하고 주민수를 늘리는 데 관심을 기울여 '정착왕'이라는 별명을 얻었는데, 대표적으로 1199년 세워진 구아르다가 이 시기에 조성된 마을 중 하나다. 여기에 지식과 문학에도 애정을 아끼지 않았는데 여러 권의 시집을 집필하는가 하면 왕실 자금으로 포르투갈 학생들을 유럽의 대학으로 유학보내는 정책을 취했다.
1211년 56세의 나이로 코임브라에서 사망하였다.

## 결혼과 자손
아라곤 왕국의 라몸 버렁게 4세와 페로네랴 다라고의 딸인 아라곤의 둘체와 결혼하여 11명의 자식을 두었다. 그 가운데 8명은 성인이 되었다.
- 테레사 (Theresa, 1175년/1176년~1250년 6월 18일)[15][16] - 레온 왕국의 알폰소 9세와 결혼하였으며 1705년 시복되었다.
- 산샤 (Sancha, 1180년~1229년 3월 13일)[17] - 코임브라 교외에 셀라스 수도원을 설립한 인물로 죽을 때까지 그곳에서 살았다. 언니 테레사가 로르방 수도원에 묘지를 마련해 주었으며 1705년 교황 클레멘스 11세로부터 시복받았다.[18]
- 콘스탄자 (Constanza, 1182년 5월[3]~1186년? 1202년 8월?) - 호드리게스 올리베이라 (Rodrigues Oliveira)의 기록에 따르면 산슈 1세의 재상이 기록한 공문서에 이름이 사라진 1186년 이전에 사망한 것으로 추정된다.[16] 그러나 상 살바도르 드 모레이라의 사망명부에서 1202년 8월 경에 사망했다는 기록이 있어 불확실하다.[19]
- 아폰수 (Afonso, 1186년 4월 23일[20]~1223년 3월 25일) - 포르투갈 제3대 국왕.
- 라이문두 (Raimundo, 1187년/1188년~1188년/1189년 3월 9일?) - 어린 시절에 사망.[20] 정확한 사망일자는 불확실하다.
- 페드루 (Pedro, 1187년 2월 23일[20]~1258년 6월 2일) - 우르헬 백작부인 아우렘비아익스 (Aurembiaix)와 결혼하였다.
- 페르난두 (Fernando, 1188년 3월 24일[20]~1233년 7월 27일) - 잔 드 플랑드르 여백작과 결혼하였다.
- 엔히크 (Henrique, 1189년 3월?~1189년 12월 8일?) - 어린 시절에 사망.[20] 정확한 사망일자는 불확실하다.
- 마팔다 (Mafalda, 1195년/1196년[20]~1256년 5월 1일) - 카스티야 왕국의 엔리케 1세와 결혼하였으며 1793년 시복되었다.
- 브랑카 (Branca, 1198년~1240년 11월 17일) - 베렝가리아와 쌍둥이로 추정된다.[20] 궁정에서 아버지 산슈 1세와 정부 '리베이리냐' (Ribeirinha)의 보살핌을 받으며 자라다가 8세~10세 되는 나이에 로르방 수도원에서 언니들과 함께 시간을 보냈다. 과달라하라 수녀원의 수녀로 있었으며 어머니와 같은 수도원에 묻혔다.[21]
- 베렝가리아 (Berengaria, 1198년~1221년 3월 27일) - 브랑카와 쌍둥이로 추정되며 1214년 덴마크의 발데마르 2세와 결혼하였다.[20][22]

## 같이 보기
- 포르투갈의 역사
- 레콩키스타

## 참고 문헌
- Álvarez Palenzuela, Vicente Ángel (2013). 〈El componente cruzado de la Reconquista〉. 《Mundos medievales: espacios, sociedades y poder》 (스페인어). Universidad de Cantabria. 59–70쪽. ISBN 978-8481026504.
- Caetano de Souza, Antonio (1735). 《Historia Genealógica de la Real Casa Portuguesa》 (PDF) (포르투갈어) I. Lisbon: Lisboa Occidental, na oficina de Joseph Antonio da Sylva. ISBN 978-84-8109-908-9.
- Carvalho Correia, Francisco (2008). 《O Mosteiro de Santo Tirso de 978 a 1588: a silhueta de uma entidade projectada no chao de uma história milenária》 (포르투갈어). Santiago de Compostela: Universidade de Santiago de Compostela: Servizo de Publicacións e Intercambio Científico. ISBN 978-84-9887-038-1. 2013년 10월 4일에 원본 문서에서 보존된 문서.
- Mattoso, José (2014). 《D. Afonso Henriques》 (포르투갈어). Lisbon: Temas e Debates. ISBN 978-972-759-911-0.
- Rodrigues Oliveira, Ana (2010). 《Rainhas medievais de Portugal. Dezassete mulheres, duas dinastias, quatro séculos de História》 (포르투갈어). Lisbon: A esfera dos livros. ISBN 978-989-626-261-7.
- Sotto Mayor Pizarro, José Augusto (1997). 《Linhagens Medievais Portuguesas: Genealogias e Estratégias (1279-1325)》 (포르투갈어). Oporto: Doctorate thesis, author's edition. hdl:10216/18023.
- Sotto Mayor Pizarro, José Augusto (1987). 《Os Patronos do Mosteiro de Grijó》 (포르투갈어). Oporto. ISBN 978-0883-1886-37.

| 산슈 1세 보르고냐가 카페 왕조의 방계 가문출생: 11월 11일 1154년 사망: 3월 26일 1211년 |                             |                 |
| 작위                                                                                  |                             |                 |
| 이전 아폰수 1세                                                                       | 포르투갈 국왕 1185년~1211년 | 이후 아폰수 2세 |

틀:보르고냐가